# Seediy
Los Seediy son un pueblo indígena taiwanés que vive principalmente en el condado de Nantou y el condado de Hualien. Su idioma también se conoce como Seediq.
Fueron reconocidos oficialmente como el decimocuarto grupo indígena de Taiwán el 23 de abril de 2008. Anteriormente, los Seediq, junto con el pueblo Truku, estrechamente relacionado, se clasificaban como Atayal. 

## Grandes eventos

### Eventos wushe
A partir de 1897, los japoneses iniciaron un programa de construcción de carreteras que los llevó al territorio de los pueblos indígenas. Esto fue visto como invasivo. Los contactos y los conflictos se intensificaron y algunos indígenas murieron. En 1901, en una batalla con los japoneses, los indígenas derrotaron a 670 soldados japoneses. Como resultado de esto, en 1902, los japoneses aislaron a Wushe.
Entre 1914 y 1917, las fuerzas japonesas llevaron a cabo un agresivo programa de "pacificación" que mató a muchas personas que se resistían. En este momento, la líder de Mahebo, Mona Rudao, trató de resistir el gobierno de Japón, pero falló dos veces porque sus planes fueron divulgados. En su tercer intento, organizó siete de los doce grupos para luchar contra las fuerzas japonesas.

### Eventos de Renzhiguan, 1902
Después de apoderarse de la llanura, los japoneses tomaron el control de Wushe. Algunas de las personas de Tgdaya que resistieron a los japoneses fueron fusiladas. Debido a esto, la lucha estalló nuevamente,

### Incidente de Zimeiyuan, 1903
En 1903, los japoneses lanzaron una expedición punitiva para buscar venganza por su pérdida anterior en Renzhiguan

### Guerra de Truku, 1914
Los japoneses querían subyugar al grupo Truku. Luego de ocho años de investigar la zona, invadieron en 1914. Dos mil indígenas participaron en la resistencia a la invasión.  Los japoneses desplegaron 200 ametralladoras y 10.000 soldados contra los aborígenes, pero el gobernador japonés sufrió graves heridas. El general Sakuma Samata durante la guerra y causó su eventual muerte.

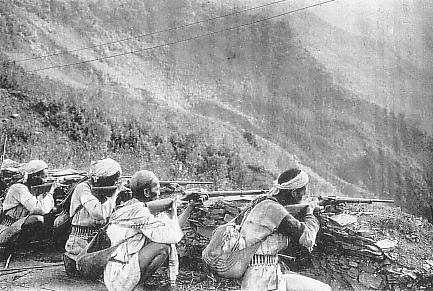
Mikata-Ban2

### Incidente de Wushe, 1930
El incidente de Musha, también conocido como la Rebelión Wushe, comenzó en octubre de 1930 y fue el último gran levantamiento contra las fuerzas coloniales japonesas en el Taiwán japonés. En respuesta a la opresión a largo plazo de las autoridades japonesas, el grupo indígena Seediq en Musha (Wushe) atacó la aldea y mató a más de 130 japoneses. En respuesta, los japoneses lideraron un contraataque implacable, matando a más de 600 Seediq en represalia. El manejo del incidente por las autoridades japonesas fue fuertemente criticado, lo que provocó muchos cambios en la política aborigen.  

## En la cultura popular
El pueblo Seediq apareció de manera destacada en la película de drama histórico taiwanés de 2011 Seediq Bale, que describió el incidente Wushe de 1930 junto con los incidentes anteriores de Renzhiguan y Zimeiyuan. El incidente de Wushe fue representado tres veces en películas incluyendo en 1957 en la película,  También fue representado en el drama televisivo de 2003 Dana Sakura.
Los álbumes Seediq Bale (2007) y Takasago Army (2011) de la banda taiwanesa de metal extremo Chthonic hablan de las experiencias del pueblo Seediq durante la primera mitad del siglo XX, presentadas a través de narrativas ficcionalizadas.